# Ventsislav Radev
Ventsislav Radev, né le 9 janvier 1961 à Varna est un ancien athlète bulgare spécialisé dans les courses de haies. 
Ventsislav Radev commence sa carrière à 10 ans dans sa ville natale. Diplômé à l'Académie nationale de sport de Sofia en 1985. Ventsislav Radev a obtenu de nombreux prix. Il s'est classé septième aux Championnats du monde de 1983 à Helsinki.

## Palmarès

### Championnats du monde d'athlétisme
- Championnats du monde de 1983 à Helsinki ( Finlande)
  - 7e sur 110 m haies